# Danuta Hübner
Danuta Maria Hübner, née Młynarska le 8 avril 1948 à Nisko, est une universitaire et femme politique polonaise proche de la Plate-forme civique (PO). Elle est chef de la chancellerie du président de la République entre décembre 1997 et novembre 1998, ministre des Affaires européennes de juin 2003 à avril 2004 puis commissaire européenne entre mai 2004 et juillet 2009.

## Biographie

### Formation et vie professionnelle
Elle est diplômée en 1971 de la faculté de commerce extérieur de l'École supérieure de planification et de statistique (SGPiS) de Varsovie. Elle y devient alors enseignante. En 1974, elle passe avec succès son doctorat d'économie.
Elle reçoit son habilitation universitaire en 1980 et le titre de professeur de sciences économiques en février 1992. Elle occupe ainsi la chaire de développement économique et politique économique de l'École des hautes études commerciales de Varsovie (SGH).
Au début des années 1990, elle dirige le conseil de planification sociale du Bureau central de planification (CUP).

### Engagement politique

#### Débuts et ascension
En 1994, elle est nommée conseillère sociale de Grzegorz Kołodko, vice-président du Conseil des ministres et ministre des Finances. Elle devient ensuite vice-ministre du Commerce et de l'Industrie pendant deux ans. En effet en 1996, elle participe à la création du Bureau du Comité de l'intégration européenne (UKIE).
Danuta Hübner est désignée le 22 décembre 1997 chef de la chancellerie du président de la République par le chef de l'État Aleksander Kwaśniewski. Elle exerce cette responsabilité jusqu'au 13 novembre 1998, lorsqu'elle est choisie pour occuper la vice-présidence de la commission économique Europe de l'ONU. Elle en devient présidente en 2000, avec rang de secrétaire général adjoint des Nations unies.

#### Ministre des Affaires européennes
À la suite des élections législatives de 2001, elle prend les fonctions de vice-ministre des Affaires étrangères. Le 16 juin 2003, huit jours après le référendum sur l'adhésion à l'Union européenne, Danuta Hübner est nommée ministre sans portefeuille, chargée des Affaires européennes dans le gouvernement minoritaire de coalition du social-démocrate Leszek Miller. En janvier 2004, la commission des Affaires étrangères de la Diète recommande sa candidature à la Commission européenne.

#### De la Commission au Parlement
Elle est relevée de ses fonctions ministérielles le 30 avril 2004, et le 1er mai elle devient commissaire européenne au Commerce, en tandem avec Pascal Lamy, dans la Commission présidée par Romano Prodi. Après les élections européennes du 13 juin 2004, elle est reconduite à la Commission par le second gouvernement minoritaire de coalition du social-démocrate Marek Belka. Le nouveau président José Manuel Durão Barroso la désigne alors commissaire européenne à la Politique régionale et elle prend ses fonctions le 22 novembre.
Bien qu'ayant principalement travaillé avec les sociaux-démocrates, elle est investie tête de liste de la Plate-forme civique aux élections européennes du 7 juin 2009 dans la circonscription de Varsovie-I. Le jour du scrutin, elle recueille 311 018 votes préférentiels, ce qui constitue le troisième score national après Jerzy Buzek et Zbigniew Ziobro, et le deuxième score de la PO après Buzek.
Elle démissionne de la Commission européenne le 4 juillet et entame son mandat parlementaire dix jours plus tard. Elle rejoint alors le groupe du Parti populaire européen (PPE) et prend la présidence de la commission du Développement régional.
Pour les élections européennes du 25 mai 2014, elle est confirmée en tête de liste de la PO dans Varsovie-I. Avec 225 546 suffrages de préférence, elle réalise à la fois le deuxième score des candidats libéraux et de toute la Pologne, derrière Jerzy Buzek. À l'ouverture de la législature, elle est portée à la présidence de la commission des Affaires constitutionnelles.

## Décorations
- Grand-croix de l'ordre Polonia Restituta ( Pologne)
- Grand officier de l'ordre du Mérite du Portugal ( Portugal)